# Wald am Großen Streitrodt bei Delliehausen
Wald am Großen Streitrodt bei Delliehausen este o arie protejată (sit de importanță comunitară — SCI) din Germania întinsă pe o suprafață de 225,38 ha, integral pe uscat.

## Localizare
Centrul sitului Wald am Großen Streitrodt bei Delliehausen este situat la coordonatele 51°40′38″N 9°46′03″E / 51.6772°N 9.7675°E.

## Înființare
Situl Wald am Großen Streitrodt bei Delliehausen a fost declarat sit de importanță comunitară în ianuarie 2005 pentru a proteja 2 specii de animale.

## Biodiversitate
Situată în ecoregiunea continentală, aria protejată conține 3 habitate naturale: Fânețe de joasă altitudine (Alopecurus pratensis, Sanguisorba officinalis), Păduri de fag Luzulo-Fagetum, Păduri de fag Asperulo-Fagetum.
La baza desemnării sitului se află mai multe specii protejate:
- mamifere (1): liliac comun (Myotis myotis)
- nevertebrate (1): rădașcă (Lucanus cervus)